# Abd al Kuri
Pour les articles homonymes, voir Kuri (homonymie).
Abd al Kuri ('Abd-al-Kūrī, عبد الكوري) est une île de l'archipel yéménite de Socotra située  en mer d'Arabie au débouché du golfe d'Aden.
L'île est située entre l'île de Socotra (105 km à l'est-nord-est) et le cap Gardafui, la pointe nord-est de la corne de l'Afrique (95 km à l'ouest).
L'île est montagneuse sauf sa partie centrale autour de l'isthme. Elle a une superficie de 133 km2. De son point le plus occidental, Ra's Khayşat an Nawm, à son point le plus oriental, Ra's Anjara, l'île mesure 36 km de long et sa largeur varie de 2,1 km (isthme central) à 5,8 km dans sa partie orientale. Elle culmine à 256 mètres au Jabal Şāliḩ. La côte nord est principalement composée de plages sablonneuses avec quelques endroits rocheux. La côte sud est composée de falaises abruptes. À l'est, entre Socotra et Abd al Kuri se trouvent les deux petites îles de Samhah et Darsah, connues sous le nom commun d'Al Ikhwān, « Les Frères ».
Une population d'environ 300 habitants vit sur l'île, répartie en trois villages. Le village principal est Kilmia, au centre de la côte sud de l'île, dominant Bandar Şāliḩ  (« la baie du niveau ») avec une garnison yéménite qui y stationne juste au nord-est.
Le nom de l'île dérive du nom que les Portugais lui avaient donné, Abedal Curia.

## Aérodrome non revendiqué
En 2021, les satellites de Planet Labs détectent la construction d'un aérodrome de 2 400 m, capable d'accueillir des avions de combat, de reconnaissance maritime et de transport lourd. Fin 2024, il semble pratiquement achevé. À 6,5 kilomètres de celui-ci, à Khaysat Saleh, des casemates ont été construites, ainsi qu’une jetée, sur la plage de Kilmia. Aucun pays n’a reconnu être à l’origine de cet aérodrome. L’Associated Press a rapporté que l’on pouvait voir le message « I LOVE UAE » sur un cliché aérien de l’île. Les Émirats arabes unis — qui démentent en être les artisans — s'intéressent à l’archipel de Socotra, qu’ils occupèrent entre le 30 avril et le 14 mai 2018, dans le cadre de l’intervention militaire dirigée par l’Arabie saoudite contre les rebelles houthis. Le contrôle de cette île permettrait de surveiller les voies de navigation qui traversent le golfe d’Aden et de bloquer le trafic maritime entre l’Iran et les houthis, au Yémen continental. Les États-Unis pourraient être intéressés par cet emplacement stratégique, pour leurs opérations contre les Houthis en mer Rouge et dans le golfe d’Aden, mais ont démenti toute implication. Les Houtis affirment que cette construction est le fait des Émirats arabes unis, conseillés par des experts militaires israélien, et dénoncent l'expulsion de Yéménites de l'île.